# Наконечник стрелы (награда)
Наконечник стрелы (англ. Arrowhead device) — дополнительный знак военных наград США в виде миниатюрного бронзового наконечника стрелы. Носится на военных медалях страны, обозначая участие военнослужащего в высадке морского десанта, боевом прыжке с парашютом или десантирование с вертолета или на боевом планере в составе армии, ВВС или космических сил США.

## Положение
Военнослужащий должен быть назначен или закреплён в составе соединения, выполняющего поставленную тактическую задачу. Он должен фактически покинуть борт самолёта или плавсредства, чтобы получить зачёт десантирования. Индивидуальное награждение напрямую связан с решением о награждении подразделения, к которому за которым был закреплён служащий во время операции. Если подразделению в оном будет отказано, не получат наконечники и его отдельные служащие.

## Описание награды
Наконечник носиться на лентах и планках медали, и оно размещается справа от других дополнительных знаков, таких как V-образный знак и звезды за службу или участие в военной кампании. Допускается ношение только одного наконечника на ленту. По состоянию на 2004 год, список медалей, на лентах которых разрешено ношение наконечник стрелы, следующий:
| Медаль «За кампанию в Афганистане»                                         |
| Медаль экспедиционных вооружённых сил                                      |
| Медаль «За службу в экспедиционных войсках глобальной войны с терроризмом» |
| Медаль «За Иракскую кампанию»                                              |
| Медаль «За участие в операции «Непоколебимая решимость»»                   |
| Медаль «За службу во Вьетнаме»                                             |
| Медаль «За службу в Корее»                                                 |
| Медаль «За Европейско-африканско-ближневосточную кампанию»                 |
| Медаль «За Азиатско-тихоокеанскую кампанию»                                |

Наконечник стрелы представляет собой бронзовую копию наконечника стрелы североамериканских индейцев. Его высота 1⁄4 дюйма (6,4 мм).